# Gellener Torfmöörte mit Rockenmoor und Fuchsberg
Die Gellener Torfmöörte mit Rockenmoor und Fuchsberg ist ein Naturschutzgebiet in der Stadt Elsfleth im Landkreis Wesermarsch, der Gemeinde Rastede im Landkreis Ammerland und der kreisfreien Stadt Oldenburg.

## Allgemeines
Das Naturschutzgebiet mit dem Kennzeichen NSG WE 313 ist circa 313 Hektar groß. Es ist Bestandteil des FFH-Gebietes „Ipweger Moor, Gellener Torfmöörte“ und umfasst die bisherigen Naturschutzgebiete „Gellener Torfmöörte“ und „Rockenmoor/Fuchsberg“ sowie teilweise daran angrenzende Flächen. Die Teilfläche „Gellener Torfmöörte“ grenzt im Westen an das Landschaftsschutzgebiet „Oldenburg-Rasteder Geestrand“. Das Gebiet steht seit dem 22. Dezember 2018 unter Naturschutz. Zuständige untere Naturschutzbehörden sind die Landkreise Wesermarsch und Ammerland und die Stadt Oldenburg.

## Beschreibung
Das aus drei Teilflächen bestehende Naturschutzgebiet liegt nordöstlich von Oldenburg. Der größte Teil befindet sich dabei im Landkreis Wesermarsch. Das circa 171 Hektar und aus zwei Teilflächen bestehende Teilgebiet „Rockenmoor/Fuchsberg“ liegt vollständig und das circa 142 Hektar große Teilgebiet „Gellener Torfmöörte“ größtenteils im Landkreis Wesermarsch. Nur ein circa 12 Hektar großer Bereich um den Entenpool im Westen des Naturschutzgebietes liegt im Landkreis Ammerland sowie eine südlich daran angrenzende, circa 1 Hektar große Fläche in der Stadt Oldenburg. Das Naturschutzgebiet stellt Reste des Ipweger Moores, einem ehemaligen Hochmoor und Übergangsmoor im Übergangsbereich von der Oldenburger Geest zur Wesermarsch unter Schutz. Die verbliebenen, aber in der Vergangenheit entwässerten Moorflächen sind durch bäuerliche Handtorfstiche verändert. Im Bereich der Gellener Torfmöörte sind ehemalige Torfstiche wiedervernässt und haben den Charakter von Stillgewässern mit randlicher Verlandungsvegetation und Schwingrasen sowie Seggen- und Wollgrasrieden. Große Bereiche des Naturschutzgebietes sind mit Birken-Moorwäldern bestanden. Weiterhin sind teilweise größere Gagelbestände zu finden. Teilweise sind auch offene Moorbereiche mit Bult-Schlenken-Komplexen mit Schnabelried-Gesellschaften bzw. Moorheide aus Glockenheide sowie stellenweise Besenheide zu finden. Im Norden der Teilfläche „Rockenmoor/Fuchsmoor“ liegen extensiv genutzte Grünländer innerhalb des Naturschutzgebietes.
Im Naturschutzgebiet siedeln Scheiden- und Schmalblättriges Wollgras, Mittlerer und Rundblättriger Sonnentau, Weißes Schnabelried, Moosbeere, Rosmarinheide, Drachenwurz, Sumpfdotterblume, Sumpf- und Kammfarn, Wasserschierling, Blasen-, Faden- und Walzensegge, Fadenbinse und verschiedene Torfmoose.
Das Gebiet ist Lebensraum unter anderem für Moorfrosch und Kreuzotter. Weiterhin beherbergt es zahlreiche Libellenarten, darunter Scharlachlibelle, Mondazurjungfer, Torfmosaikjungfer, Nordische Moosjungfer, Große Moosjungfer, Kleine Moosjungfer und Kleine Binsenjungfer. Außerdem ist es Nahrungshabitat für die Teichfledermaus.
Das Gebiet wird über Gräben entwässert. Die Gellener Bäke begrenzt streckenweise die Teilfläche „Gellener Torfmöörte“ bzw. durchfließt diese. Der Ipweger Moorkanal durchfließt die Teilfläche „Rockenmoor/Fuchsberg“. Teilweise grenzen öffentliche Straßen an das Naturschutzgebiet. Größtenteils ist das Schutzgebiet von landwirtschaftlichen Nutzflächen umgeben. Im Südwesten grenzt es an bewaldete Bereiche. Durch die Gellener Torfmöörte verläuft ein Wanderweg.